# Clapham North
Clapham North – stacja metra londyńskiego położona w dzielnicy Lambeth. Została otwarta w 1900. Zatrzymują się na niej pociągi Northern Line. Była jedną z ośmiu stacji metra, pod których peronami w czasie II wojny światowej wydrążono dodatkowo schrony głębinowe, mające służyć mieszkańcom podczas niemieckich nalotów. Korzysta z niej ok. 5,7 mln pasażerów rocznie. Należy do drugiej strefy biletowej.

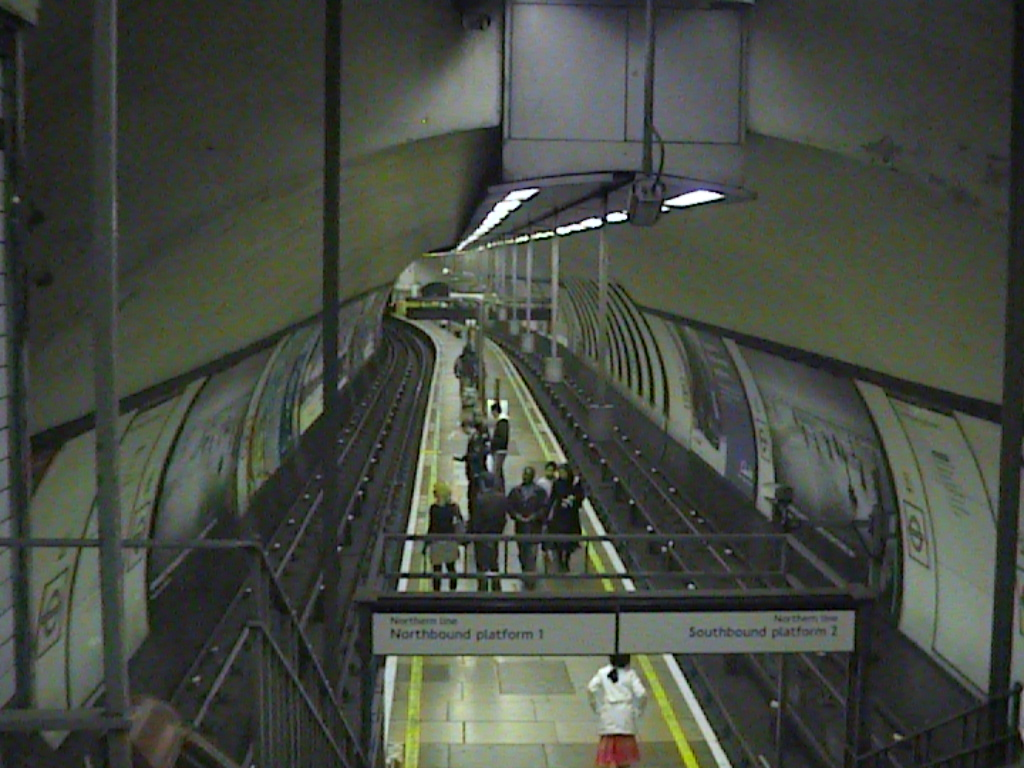
Peron stacji